# Selfridges

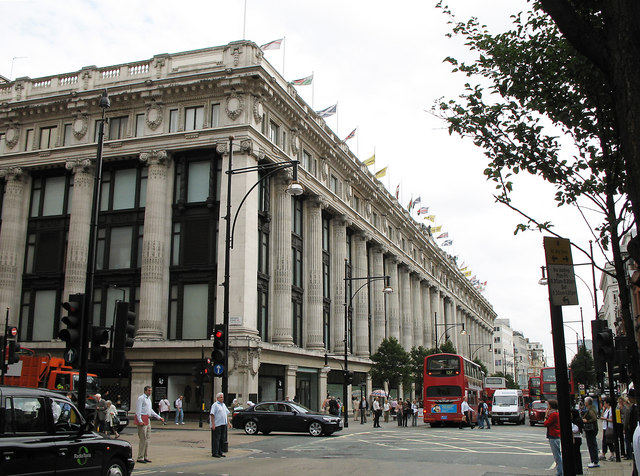
Selfridges - Stammhaus Oxford Street, London

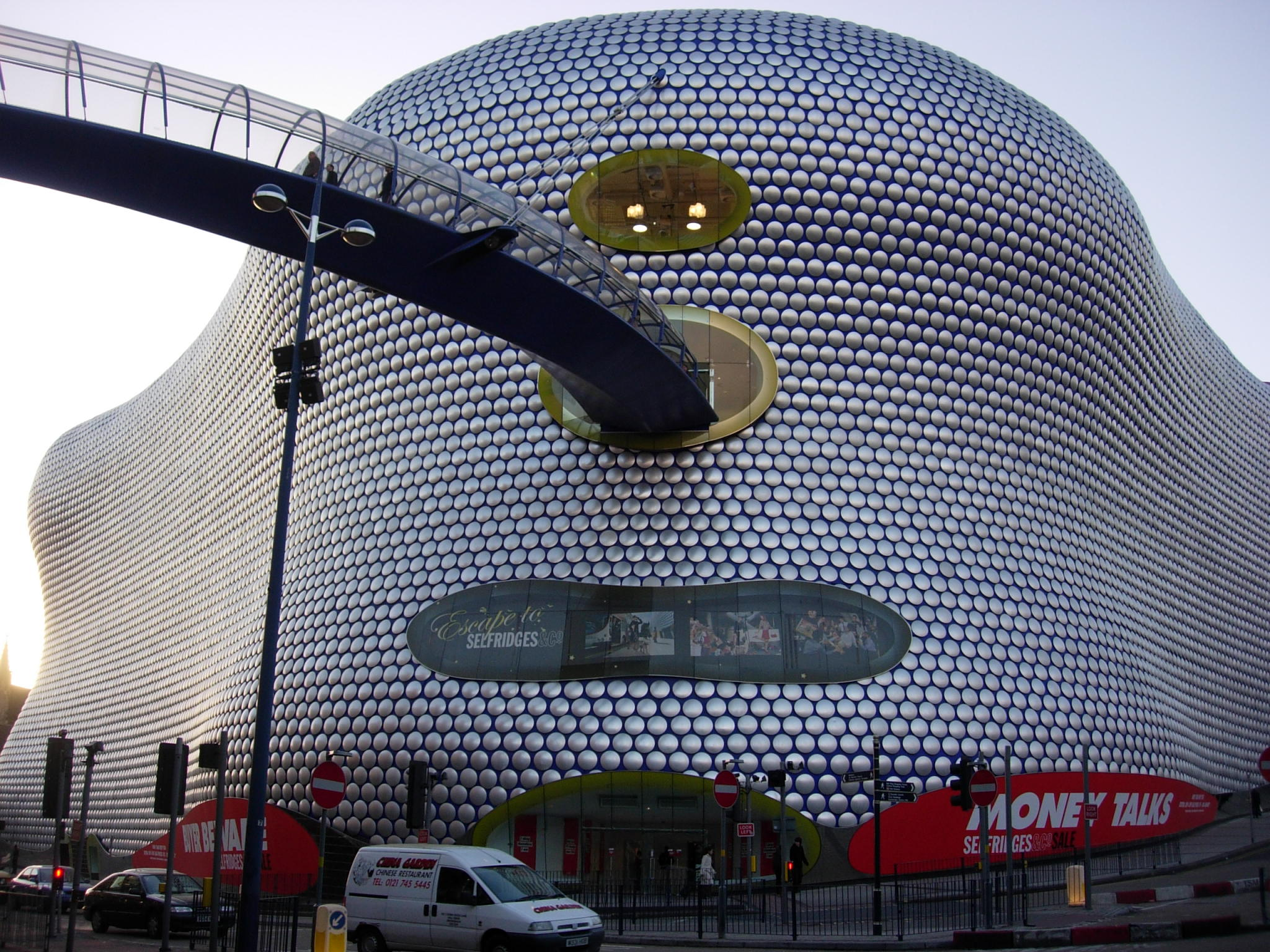
Selfridges in Birmingham

Selfridges ist eine britische Kaufhauskette und ein Tochterunternehmen der Selfridges Group. Sie hat vier Filialen; neben dem Haupthaus in der Londoner Oxford Street weitere im Exchange und Trafford Centre in Manchester sowie in Birmingham (Bullring). Allein in der Oxford Street zählt das Kaufhaus jährlich etwa 17 Millionen Kunden.

## Geschichte
1909 gründete Harry Gordon Selfridge das Kaufhaus in der Londoner Oxford Street. Es erlangte damals großes Aufsehen, da es sich um ein Kaufhaus für „jedermann“ handeln sollte. Berühmt waren seinerzeit auch der Soda Fountain und der „Silence Room“. Im Oktober 1939 trat Gordon Selfridge als Vorstandsvorsitzender zurück, um die Präsidentschaft zu übernehmen. Den freigewordenen Posten übernahm der 1935 in den Vorstand eingetretene Andrew Holmes. In den 1940er Jahren wurden die kleinen Häuser an die John Lewis Partnership verkauft. 1947 starb Gordon Selfridge. 
Zu Beginn der 1950er Jahre übernahm Lord Woolton, damaliger Vorstandsvorsitzender von Lewis’s und Selfridges größter Rivale, das Kaufhaus für 3,4 Millionen Pfund. In den 1960er Jahren wechselte der Besitzer erneut. Charles Clore und seine British Shoe Corporation kaufen 1965 für 63 Millionen Pfund (inflationsbereinigt in heutiger Währung: rund 1.298 Millionen Euro) die Mehrheit an Lewis’s. Im darauf folgenden Jahr wurde die Kette Miss Selfridges eröffnet. Verkauft werden Designer-Marken wie Pierre Cardin.
1970 eröffnete neben dem Londoner Geschäft das Selfridges Hotel. Am 19. Dezember 1974 wurde das Kaufhaus in der Oxford Street Ziel eines IRA-Bombenanschlags. Fünf Menschen wurden verletzt. In den 1980er Jahren übernahm Tim Daniels, vormals Merchandise Director, die Geschäftsführung. 1996 wurde Vittorio Radice zum Geschäftsvorstand berufen. Selfridges wurde 1998 von der Sears-Gruppe übernommen und im Manchester Trafford Centre ein neues Kaufhaus eröffnet. 2003 wurde im Bullring in Birmingham das vierte Kaufhaus eröffnet. Im selben Jahr wurde die Selfridges-Kette vom kanadischen Unternehmer Galen Weston übernommen.
Im Dezember 2021 wurde bekannt, dass die kanadische Eigentümerfamilie Weston 18 der 25 Kaufhäuser an eine Holding (SHEL Holdings Europe Limited, im Außenauftritt Selfridges Group) mit Sitz in London verkauft, die der Signa Holding und der thailändischen Central Group gehört. Die sieben Häuser in Kanada sind davon nicht betroffen. Die Übernahme wurde im August 2022 abgeschlossen, neuer CEO wurde Stefano Della Valle. Im November übernahm die Central Group die Führung über das Joint Venture.

## Rezeption
Die ersten Jahre des Kaufhauses und das Leben des Gründers Harry Gordon Selfridge sind Thema der britischen Fernsehserie Mr Selfridge.